# 10 ore di Messina
La 10 ore di Messina (conosciuta anche come 10 ore notturna messinese) è stata una gara automobilistica, organizzata dall'Automobile Club d'Italia che si tenne in 6 edizioni dal 1952 al 1958 (con un'interruzione nel 1957) a Messina (cinque edizioni sul circuito cittadino e l'ultima edizione sul circuito del Lago di Ganzirri). Dal 1959 fu sostituito dal Gran Premio di Messina.

## Edizioni

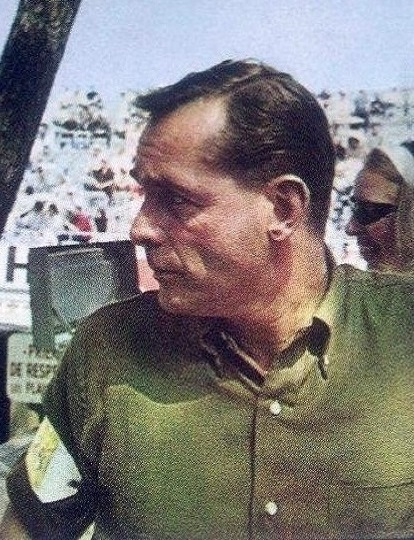
Phil Hill, campione del mondo di Formula 1 nel 1961, vinse la gara nel 1956 alla guida di una Ferrari.

| Anno | Giri         | Distanza totale | Lunghezza di un giro | Vincitori                               | Squadra           | Note                                               |
| ---- | ------------ | --------------- | -------------------- | --------------------------------------- | ----------------- | -------------------------------------------------- |
| 1952 |              | 982,800 km      |                      | Clemente Biondetti Franco Cornacchia    | Ferrari 212 MM    |                                                    |
| 1953 | 144          | 1.102,043 km    | 7,6531 km            | Eugenio Castellotti Giulio Musitelli    | Ferrari 250 MM    | [ 3 ]                                              |
| 1954 | 144          | 1.096,870 km    | 7,716 km             | Roberto Sgorbati Giuseppe Sgorbati      | Osca 2000S        | [ 4 ]                                              |
| 1955 | 157          | 1.202,300 km    | 7,650 km             | Maurice Trintignant Eugenio Castellotti | Ferrari 750 Monza | [ 5 ]                                              |
| 1956 | 87           | 584,221 km      | 6,700 km             | Phil Hill                               | Ferrari 500 TR    | Gara limitata a 5 ore                              |
| 1957 | non tenutosi | non tenutosi    | non tenutosi         | non tenutosi                            | non tenutosi      | non tenutosi                                       |
| 1958 | 230          | 1.382,028 km    | 6,020 km             | Christian Heins Paul-Ernst Strähle      | Porsche 550 RS    | Gara disputatasi sul circuito del Lago di Ganzirri |